# Bailamos Greatest Hits
 Bailamos Greatest Hits è il primo album di Greatest Hits del cantante spagnolo Enrique Iglesias pubblicato nel 1998.

## Tracce
1. Bailamos
2. Si juras regresar
3. Tu vacio
4. El muro
5. Falta tanto amor
6. Esperanza (Radio Mix)
7. Sólo en tí (English Version)
8. Inalcanzable
9. Viviré y moriré
10. Nunca te olvidaré (Radio Mix)